# 联合国安全理事会第37号决议
联合国安理会37号决议是于1947年12月9日在联合国安全理事会第222次会议上一致通过的。
决议规定了申请成为联合国新成员国的审议程序。各国必须首先向联合国秘书长提出申请，秘书长转交安理会后由安理会审议后向联合国大会进行推荐，再由联合国大会表决。